# Ćwikła
La ćwikła és una amanida típica de la cuina polonesa i ucraïnesa. Està feta a partir de remolatxa ratllada i rave rusticà, amb sucre, sal, suc de llimona i de vegades alcaravia, poma, vi sec, clavell i julivert molt. La primera recepta polonesa de ćwikła es va descriure al seu llibre de 1567 Żywot człowieka poczciwego (La vida d'un home honest) de l'escriptor MMikołaj Rej.
És un condiment molt típic de plats de carn o peix. De vegades s'afegeix crema agra.